# Klocktornet i Sapporo

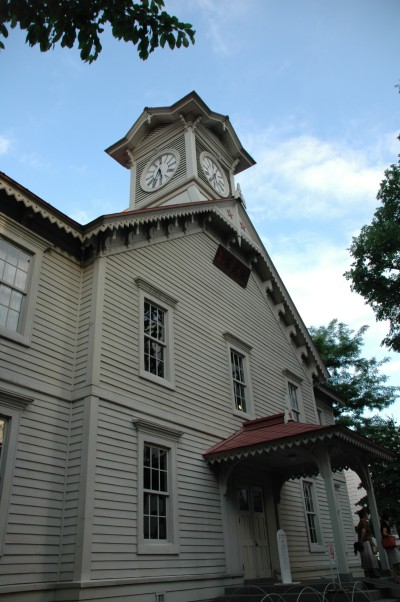
Klocktornet i Sapporo.

Klocktornet i Sapporo (japanska: 札幌時計台, Sapporo tokeidai) är en kulturskyddad byggnad i Sapporo på Hokkaido i Japan. Den ritades av William Wheeler och uppfördes 1878. Huset byggdes ursprungligen som en militär exercislokal på Sapporos jordbrukshögskola, senare Hokkaido universitet. 
Byggnaden är uppförd i amerikansk arkitektonisk stil och är en av få kvarvarande husen i västerländsk stil i Sapporo, en stad som byggdes upp från 1870-talet vid Meijiperiodens början.
Klockan är tillverkad av Howard Clock Company i Boston i USA och levererades 1879. 
År 1906 flyttades klocktornet 487 meter söderut och blev ett tillfälligt huvudpostkontor för Sapporo 1907, för att senare bli bibliotek mellan 1911 och 1918. Efter andra världskriget stod huset utan användning, men restaurerades 1967 och senare också 1976, då ett museum över universitetets och stadens historia inrättades i byggnaden. 
År 1970 klassificerades huset som byggnadsminne.